# Regione di Trenčín
La regione di Trenčín (in slovacco Trenčiansky kraj) è una delle otto regioni amministrative (kraj) in cui è divisa la Repubblica di Slovacchia. È situata nella parte nord-occidentale della Slovacchia.
La regione confina a nord con la Repubblica Ceca, a ovest con la regione di Trnava, a est con la regione di Žilina, a sud con la regione di Nitra e la regione di Banská Bystrica.

## Società

### Religione
La religione prevalente nella regione è quella cattolica di rito romano.

## Geografia antropica

### Suddivisioni amministrative
La regione è composta da 9 distretti:
|  | - Bánovce nad Bebravou - Ilava - Myjava - Nové Mesto nad Váhom - Partizánske - Považská Bystrica - Prievidza - Púchov - Trenčín |